# Lista över Cooköarnas premiärministrar

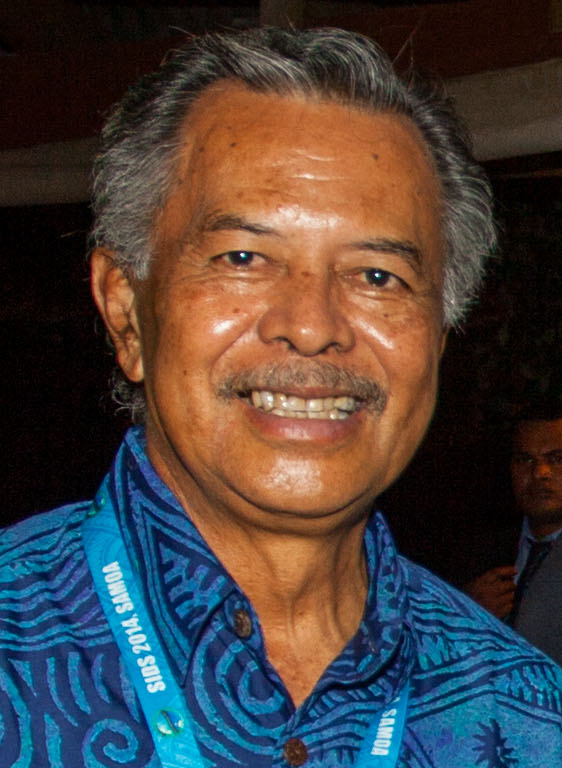
Henry Puna är premiärminister på Cooköarna sedan 30 november 2010.

Detta är en lista över Cooköarnas premiärministrar.
|    | Namn                       | Från             | Till             | Parti                       |
| 1  | Albert Henry               | 4 augusti 1965   | 25 juli 1978     | Cook Islands Party          |
| 2  | Tom Davis, 1:a gången      | 25 juli 1978     | 13 april 1983    | Demokratiska partiet        |
| 3  | Geoffrey Henry, 1:a gången | 13 april 1983    | 16 november 1983 | Cook Islands Party          |
| 4  | Tom Davis, 2:a gången      | 16 november 1983 | 29 juli 1987     | Demokratiska partiet        |
| 5  | Pupuke Robati              | 29 juli 1987     | 1 februari 1989  | Demokratiska partiet        |
| 6  | Geoffrey Henry, 2:a gången | 1 februari 1989  | 29 juli 1999     | Cook Islands Party          |
| 6  | Joe Williams               | 29 juli 1999     | 18 november 1999 | Cook Islands Party          |
| 8  | Terepai Maoate             | 18 november 1999 | 11 februari 2002 | Demokratiska allianspartiet |
| 9  | Robert Woonton             | 11 februari 2002 | 11 december 2004 | Demokratiska allianspartiet |
| 10 | Jim Marurai                | 14 december 2004 |                  | Demokratiska allianspartiet |
| 10 | Jim Marurai (fortsatt)     |                  |                  | Cook Islands First Party    |
| 10 | Jim Marurai (fortsatt)     |                  | 29 november 2010 | Demokratiska partiet        |
| 11 | Henry Puna                 | 30 november 2010 | Sittande         | Cook Islands Party          |